# 稀氏磯塘鱧
稀氏磯塘鱧（学名：Eviota sebreei），又名希氏磯塘鱧，为鰕虎科磯塘鱧屬下的一个种。